# Старе Длутово
Старе Длутово (пол. Stare Dłutowo) — село в Польщі, у гміні Лідзбарк Дзялдовського повіту Вармінсько-Мазурського воєводства.
Населення — 711 осіб (2011).
У 1975-1998 роках село належало до Цехановського воєводства.

## Демографія
Демографічна структура станом на 31 березня 2011 року:
|          | Загалом | Допрацездатний вік | Працездатний вік | Постпрацездатний вік |
| -------- | ------- | ------------------ | ---------------- | -------------------- |
| Чоловіки | 344     | 74                 | 230              | 40                   |
| Жінки    | 367     | 69                 | 191              | 107                  |
| Разом    | 711     | 143                | 421              | 147                  |